# گلنویل (کالیفرنیا)
گلنویل (به انگلیسی: Glennville) یک منطقهٔ مسکونی در ایالات متحده آمریکا است که در شهرستان کرن، کالیفرنیا واقع شده‌است. گلنویل ۹۶۸ متر بالاتر از سطح دریا واقع شده‌است.